# Двейн Бейкон
Двейн Лі Бейкон молодший (англ. Dwayne Lee Bacon Jr.; нар. 30 серпня 1995) — американський професійний баскетболіст, що виступає за грецьку команду «Панатінаїкос». В студентські роки грав за команду Університету Флориди.

## Шкільна кар'єра
Двейн Бейкон відвідував Академію Маккіла у своєму рідному Лейкланді, штат Флорида, до переходу в Академію IMG у Брейдентоні, штат Флорида, на свій сезон третьокурсника. В Академії Маккіла він в середньому набирав 23 очки, 7 підбирань і 3 перехоплення в якості другокурсника в 2012—2013 роках. Двейн привів Маккіл до загального рекорду 17-8 та до регіонального півфіналу чемпіонату FHSAA у 2013 році. У своєму сезоні третьокурсника 2013—2014 в Академії IMG Бейкон був провідним бомбардиром шкільної команди. Він набирав у середньому 19,3 очки та 4,0 результативні передачі, маючи 42 % влучань з гри та 70 % з лінії штрафних кидків у 12 зіграних іграх. Бейкон перейшов до Академії Оук Хілл на сезон старшокурсника. 5 вересня 2014 р. він вступив до Університету Флориди, віддавши йому перевагу перед пропозиціями Оклахоми, Технологічного інституту Джорджії та Оберну. На старшому курсі в Оук Хілл Двейн допоміг команді провести регулярний сезон без поразок з результатом 45-0, набираючи в середньому 24,4 очка, 4,4 підбирання, 3,4 передачі та 2,2 перехоплення за гру. Він посів 14 місце в рейтингу ESPN 100.

## Студентська кар'єра
Двейн Бейкон підписав контракт із Флоридським університетом 5 вересня 2015 року. Першокурсником він отримав відзнаку першокурсника тижня від CBS Sports 21 листопада. Двейн тричі ставав новачком тижня Атлантичної конференції узбережжя (ACC) NCAA (16 листопада, 21 та 28 грудня). У своїй першій грі в кар'єрі за університет Бейкон мав 23 очки, 8 підбирань, 2 крадіжки та 1 передачу. Першої перемогу в кар'єрі він здобув над «Чарлстон Саутерн», набравши дабл-дабл з 20 очок та 10 підбирань. Він виступав у кожній грі протягом сезону 2015-16 і набирав у середньому 15,8 очка та 5,8 підбирання за 28,8 хвилини за гру. 23 березня Бейкон оголосив через Twitter, що перевірятиме себе на можливість виставитись на драфт НБА 2016 року. Він не винайняв агента та зберіг статус аматора і можливість повернутися до штату Флорида на сезон 2016-17. 28 березня Двейн оголосив, що повернеться до університету.

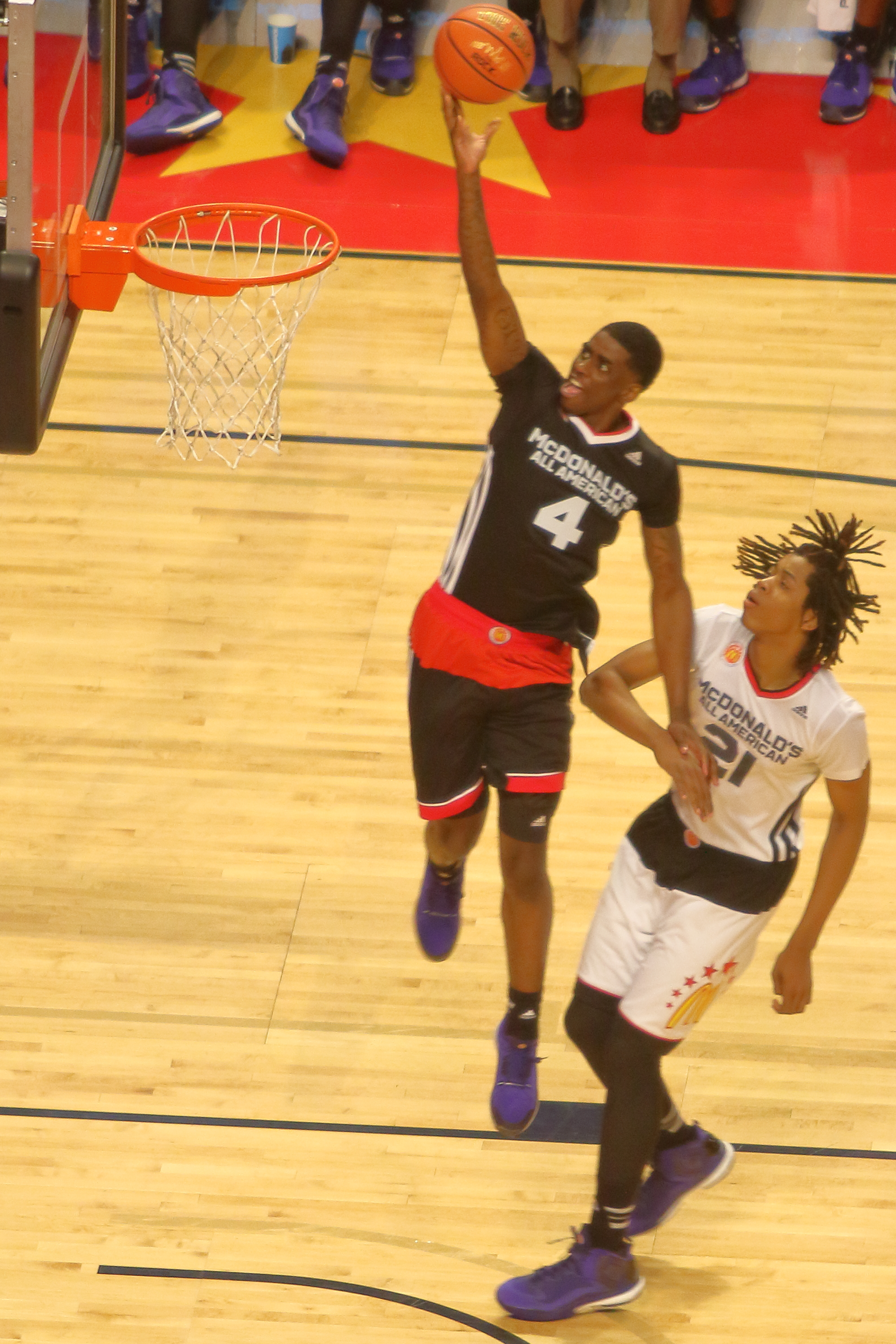
Бейкон у грі McDonald's All-American 2015 року

На другому курсі Бейкон був призначений членом другої команди All-ACC за гру того сезону. Після того, як його команда вилетіла з турніру NCAA 2017 року, Двейн заявився на драфт НБА 2017 року (зобов'язавшись підписати контракт з агентом опісля) 22 березня 2017 року.

## Професійна кар'єра

### Шарлотт Горнетс (2017— дотепер)
22 червня 2017 року Бейкон був обраний «Нью-Орлінс Пеліканс» під загальним 40-м номером на драфті НБА 2017 року. Він був обміняний до «Шарлотт Горнетс» в ту ж ніч. 6 липня 2017 року Двейн підписав контракт із «Шершнями». Двейн Бейкон дебютував у НБА 18 жовтня 2017 року в програшній грі проти «Детройт Пістонс», набравши 8 очок з 2 підбираннями та 2 передачами. Він здобув найвищі 18 очок у кар'єрі проти «Сан-Антоніо Сперс» 3 листопада 2017 року разом з 7 підбираннями, 1 передачею та 1 перехопленням. 26 грудня 2017 року Бейкона та Маліка Монка було відправлено зі складу «Горнетс» до клубу G-ліги «Грінсборо Сворм». Пізніше Джуліан Стоун був призначений від «Шершнів» до «Сворм». Того ж дня Бейкона повернули до складу Горнетс.

## Статистика

### НБА

#### Регулярний сезон
| Сезон   | Команда | GP  | GS | MPG  | FG%  | 3P%  | FT%  | RPG | APG | SPG | BPG | PPG |
| ------- | ------- | --- | -- | ---- | ---- | ---- | ---- | --- | --- | --- | --- | --- |
| 2017–18 | Шарлотт | 53  | 6  | 13.5 | .375 | .256 | .899 | 2.3 | .7  | .3  | .0  | 3.3 |
| 2018–19 | Шарлотт | 43  | 13 | 17.7 | .475 | .437 | .739 | 2.1 | 1.1 | .3  | .1  | 7.3 |
| 2019–20 | Шарлотт | 39  | 11 | 17.6 | .348 | .284 | .660 | 2.6 | 1.3 | .6  | .1  | 5.7 |
| Кар'єра | Кар'єра | 135 | 30 | 16.0 | .403 | .345 | .718 | 2.3 | 1.0 | .4  | .1  | 5.3 |

### G-ліга НБА

#### Регулярний сезон
| Сезон   | Команда   | GP | GS | MPG  | FG%  | 3P%  | FT%  | RPG | APG | SPG | BPG | PPG  |
| ------- | --------- | -- | -- | ---- | ---- | ---- | ---- | --- | --- | --- | --- | ---- |
| 2017–18 | Грінсборо | 4  | 4  | 35.7 | .423 | .360 | .900 | 6.8 | 4.3 | 1.5 | .0  | 26.5 |
| Кар'єра | Кар'єра   | 4  | 4  | 35.7 | .423 | .360 | .900 | 6.8 | 4.3 | 1.5 | .0  | 26.5 |

### Коледж
| Сезон   | Команда | GP | GS | MPG  | FG%  | 3P%  | FT%  | RPG | APG | SPG | BPG | PPG  |
| ------- | ------- | -- | -- | ---- | ---- | ---- | ---- | --- | --- | --- | --- | ---- |
| 2015–16 | Флорида | 34 | 32 | 28.8 | .447 | .281 | .714 | 5.8 | 1.5 | 1.0 | .0  | 15.8 |
| 2016–17 | Флорида | 35 | 35 | 28.8 | .452 | .333 | .754 | 4.2 | 1.7 | 1.0 | .1  | 17.2 |
| Кар'єра | Кар'єра | 69 | 67 | 28.8 | .449 | .312 | .733 | 5.0 | 1.6 | 1.0 | .1  | 16.5 |